# Etnická vlajka
Etnická vlajka je symbolem národa, který nemá vlastní stát. Tyto vlajky používají národnostní menšiny, etnika žijící rozptýleně po světě nebo domorodci, kteří nevytvořili státní útvary. Nejstarší z nich je baskická vlajka, vytvořená v roce 1894. Pojem zahrnuje jak politické vlajky, které vyjadřují snahu o vytvoření vlastního státu, tak kulturní vlajky, zastupující jazykové skupiny s několika stovkami příslušníků, jako Livonci. Etnické vlajky zpravidla nemají oficiální charakter, ale v některých zemích se vyvěšují při slavnostních příležitostech spolu se státní vlajkou na důkaz péče státu o menšiny (např. Sámská vlajka v Norsku).

## Evropa

Adygejci Adygejská vlajka
Arumuni
Baskové Baskická vlajka
Bretonci Bretaňská vlajka
Frísové
Ingušové
Ižorové Ingrijská vlajka
Kašubové
Krymští Tataři Více viz Krymská vlajka
Ladinové
Lipkové
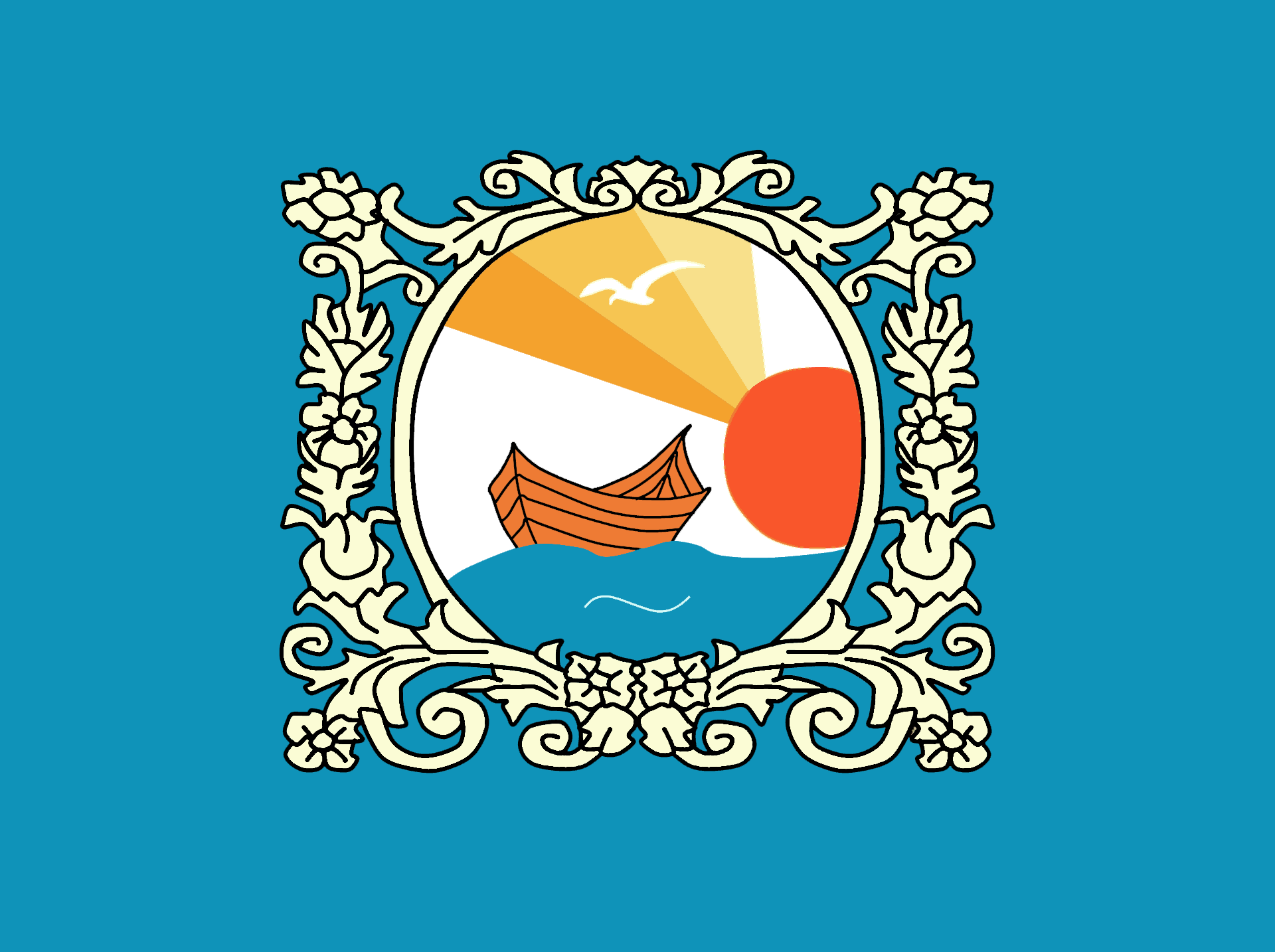
Lipované
Livonci Livonská vlajka
Lužičtí Srbové Lužickosrbská vlajka
Moravané Moravská vlajka
Meschetští Turci (zřejmě fiktivní vlajka)
Pontští Řekové
Romové Romská vlajka
Rusíni
Sámové Sámská vlajka
Setukové
Sikulové
Valoni
Vlámové
Võrové
Belgičtí Němci
Sudetští Němci
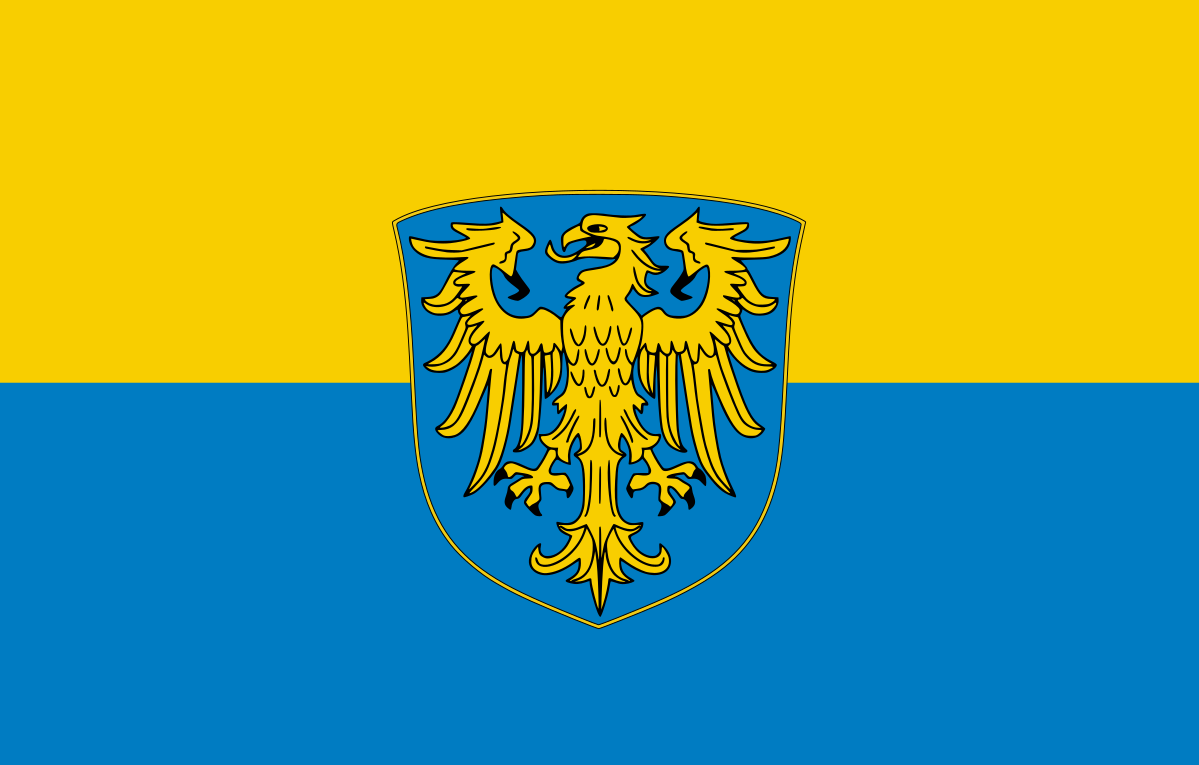
Slezané

## Asie

Acehové
Aramejci
Asyřané Asyrská vlajka
Drúzové
Hunzové
Kašmířané
Kurdové
Paštuni
Tibeťané Tibetská vlajka
Ujgurové

## Afrika

Afarové
Afrikánci
Ašantové
Berbeři
Bubiové
Čagosané
Eweové
Masajové
Ogoni
Oromové

## Amerika

Afroameričané
Arapahové
Cajunové
Čerokíové
Inuité
Irokézové
Kečuové
Mapučové
Mayové
Mikmakové
Siouxové
Šajeni
Quebečané

## Austrálie a Oceánie

Maorové Maorská vlajka
Markézané
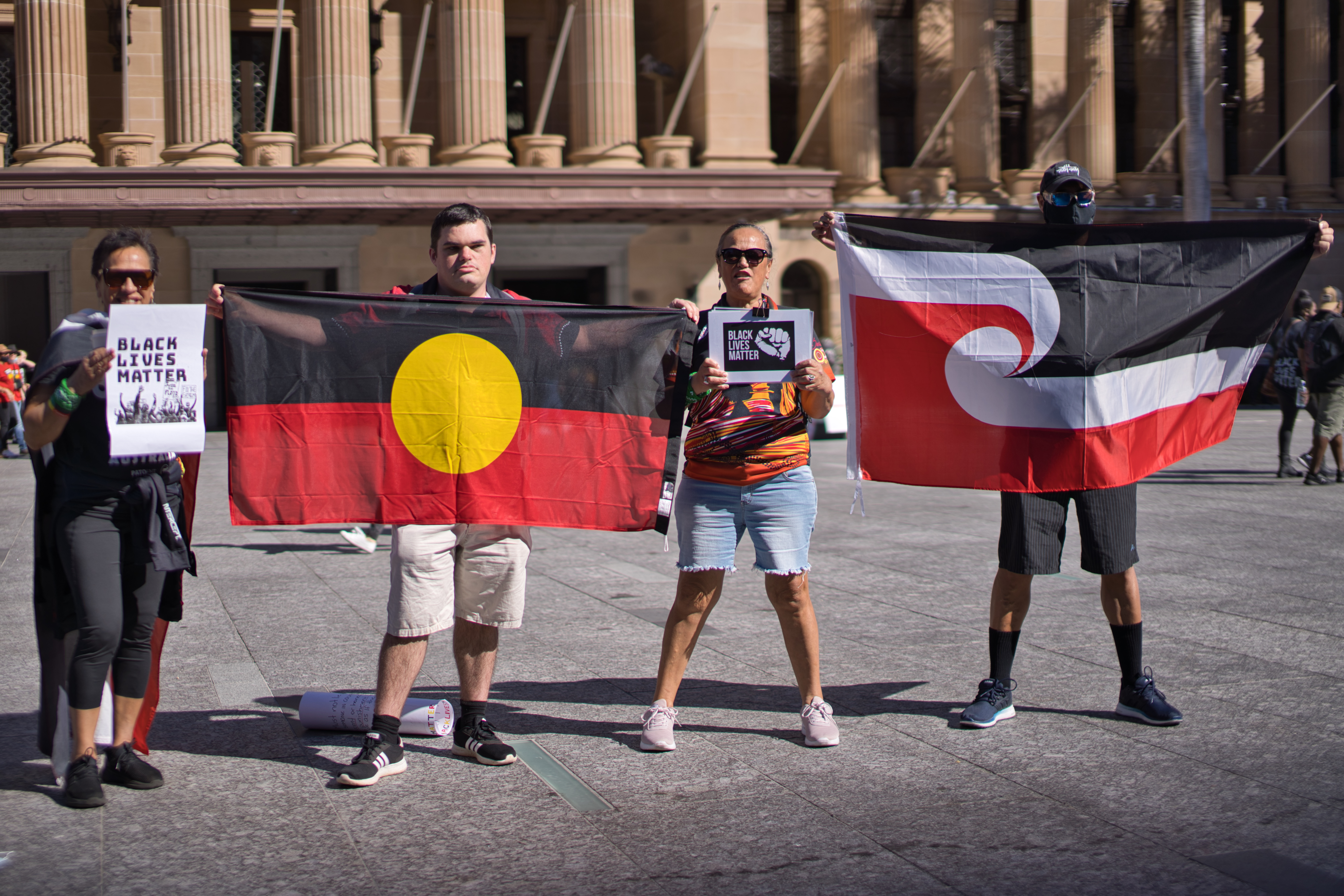
Aboridžinci Více viz Australská vlajka